# Międzynarodowy system walutowy

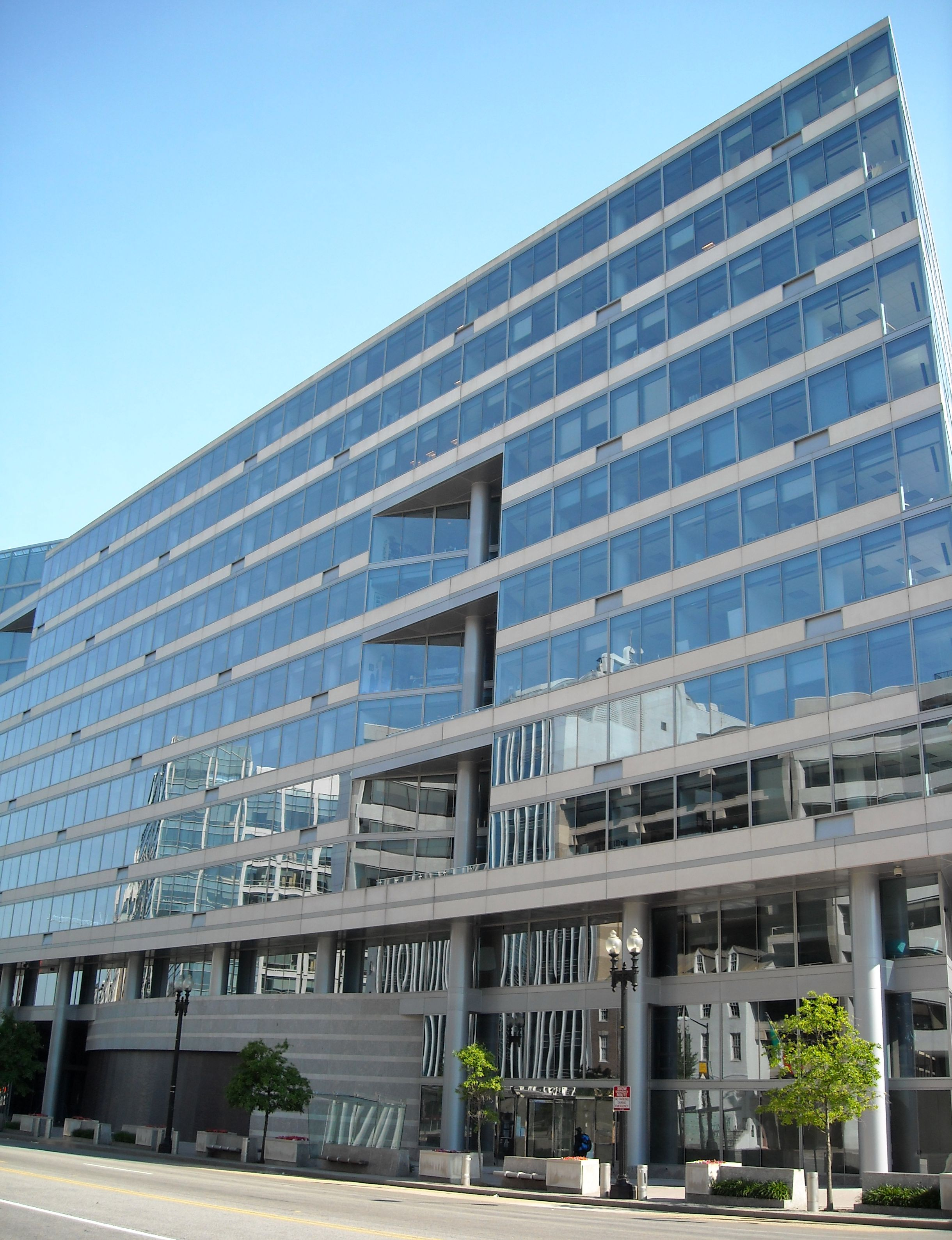
Siedziba Międzynarodowego Funduszu Walutowego w Waszyngtonie

Międzynarodowy system walutowy – zespół układów, reguł, instytucji, zasad i zwyczajów, które określają warunki i sposoby funkcjonowania pieniądza w sferze stosunków międzynarodowych.
Instytucje i mechanizmy międzynarodowego systemu walutowego podlegają ciągłym zmianom pod wpływem czynników politycznych i ekonomicznych. Dostosowują się do zmieniających się warunków w gospodarce światowej, chroniąc przed negatywnymi efektami zakłóceń walutowych i płatniczych. System jest elastyczny przez długi czas, a jednocześnie krótkookresowo stabilny. Powstanie międzynarodowego systemu walutowego nie odbywa się w warunkach izolacji, lecz jest oparte na doświadczeniach poprzedniego okresu.
Międzynarodowy system walutowy występował najpierw pod postacią systemu waluty złotej, a po drugiej wojnie światowej jako system dolarowo-złoty (tzw. system z Bretton Woods) i system wielodewizowy.

## Elementy systemu
Przyjmując jako podejście badawcze analizę systemową można stwierdzić, że międzynarodowy system walutowy składa się z dwóch grup elementów:
1. narodowych i międzynarodowych instytucji
2. zasad systemu dotyczących:

a. światowego pieniądza,
b. wymienialności walut,
c. funkcjonowania kursów walutowych,
d. instrumentów wyrównywania bilansu płatniczego.
Należy zwrócić uwagę na to, że w aspekcie systemowym międzynarodowy system walutowy nie jest prostą sumą tych elementów składowych, lecz funkcjonuje jako spójna całość. Przykładowo, nie można stworzyć nowego światowego pieniądza bez uwzględnienia warunków wymiany walut na ten pieniądz, czy nie określając instytucji odpowiedzialnej za jego emisję. Tylko w harmonijnie funkcjonującym systemie możliwa jest realizacja podstawowych celów jego istnienia.